# 反ニュートリノ
反ニュートリノ（はんニュートリノ、Antineutrino）は、ベータ崩壊の際に生成する中性の粒子で、ニュートリノに対する反粒子である。1930年にヴォルフガング・パウリによって理論的に予測され、1956年にフレデリック・ライネスとクライド・カワンによって最初に検出された。中性子が陽子に崩壊するベータ崩壊の過程で放出される。スピンは1/2で、レプトンファミリーの1つである。これまでに観測された反ニュートリノは全て右回りのヘリシティーを持つ。反ニュートリノは重力相互作用と弱い相互作用によってのみ、他の物質と反応するため、実験的に検出することは大変困難である。ニュートリノ振動の実験により、反ニュートリノは質量を持つことが示唆されたが、ベータ崩壊の実験により、その質量はかなり小さいことが分かっている。
反ニュートリノもニュートリノも中性であるため、これらは実は同一の粒子の可能性もある。このような性質を持つ粒子はマヨラナ粒子と呼ばれる。ニュートリノが真のマヨラナ粒子だった場合、ニュートリノを放出しない二重ベータ崩壊が許容される。いくつかの実験結果により、この過程の存在が示唆されている。
核不拡散の観点から、反ニュートリノを原子炉のモニターに利用する可能性の研究も行われている。

## 最初の検出
反ニュートリノは、制御可能な反ニュートリノ源としての原子炉の隣に取り付けられた水の大容量タンクの中で、カドミウム原子核との反応が最初に検出された。